# Henry Sumner Maine

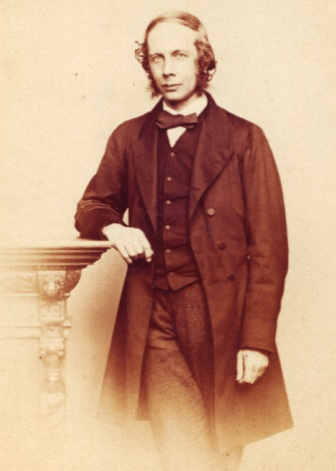
Der junge Maine

Sir Henry James Sumner Maine (* 15. August 1822 in Kelso, Scottish Borders, Schottland; † 4. Februar 1888 in Cannes, Frankreich) war ein britischer Anthropologe, Jurist und Rechtshistoriker, der einen wichtigen Beitrag zur Kodifizierung des indischen Rechts unter der englischen Kolonialherrschaft leistete. Er gilt heute als einer der Begründer der Rechtssoziologie und Rechtsanthropologie.

## Leben
Maine war Schüler der Christ’s Hospital School in Cambridge und später des Pembroke College, wo er sich besonders in den klassischen Altertumswissenschaften und Mathematik auszeichnete. Maine erlangte den Bachelor of Law (BA) 1844. Er lehrte als Tutor der Trinity College, bis er 1847 zum Regius Professor of Civil Law an der University of Cambridge ernannt wurde. 1850 erhielt er auch den „Call to the bar“ des Lincoln’s Inn, einem der vier Inn’s (vergleichbar mit der Ernennung zum Volljuristen). Zwei Jahre später wurde er erster Reader für Römisches Recht an den Inns of Court (Innungen der Rechtsanwälte). Er zog nach London um und gab dafür die Professur in Cambridge 1854 auf. Er konzentrierte sich auf seine Veröffentlichungen, beteiligte sich an der Gründung der Saturday Review, zu der er auch Artikel beitrug und veröffentlichte 1861 sein wichtigstes Werk, Ancient Law.
Von 1862 bis 1869 nahm er als Mitglied der Regierung in Indien an den vorbereitenden Arbeiten für eine Kodifikation des Rechts teil. Zusätzlich war er 1863 bis 1869 Vizekanzler der University of Calcutta. 1866 wurde er in die American Academy of Arts and Sciences gewählt. 1869 kehrte er nach England zurück und wurde zum Corpus Professor of Jurisprudence für geschichtliche und vergleichende Rechtswissenschaft in Oxford ernannt.  Diese Position hielt er, bis er 1877 zum Master of Trinity Hall in Cambridge gewählt wurde. Er verbrachte den Rest seiner Karriere in Cambridge.
Am 4. Februar 1888 verstarb Henry Sumner Main in Cannes, Südfrankreich, wo er auch beigesetzt wurde.
Maines Auffassung der rechtsgeschichtlichen Entwicklung wird gekennzeichnet durch das Schlagwort From status to contract („Vom Status zum Kontrakt“), also von der mittelalterlichen Ständegesellschaft zur liberalen bürgerlichen Gesellschaft. Seine politische Auffassung war antidemokratisch.
Zu den Rezipienten seines Werkes zählen Ferdinand Tönnies sowie der späte Karl Marx.

## Ehrungen
Main wurde 1871 zum Ritter geschlagen. 1874 wurde er zum Fellow der Royal Society ernannt.

## Werke
- Ancient Law (London 1861; neue Ausgabe von Sir Frederick Pollock 1906; Neudruck 1930 (Wikisource)).
  - Das alte Recht: sein Zusammenhang mit der Frühgeschichte der Gesellschaft und sein Verhältnis zu modernen Ideen. (Ancient law, dt.) Hrsg. und übers. von Heiko Dahle. Baden-Baden: Nomos-Verl.-Ges. 1997; ISBN 3-7890-4774-0
- Villages Communities in East and West (1871; Neudruck 1890)
- Lectures on the early history of Institutions (1875; Neudruck 1890; online)
- Early Law and Customs (1883; Neudruck 1890)
- Popular Government (1885) 
  - Die volksthümliche Regierung (Popular Government, dt.) Übers. von Paul Friedmann. Autorisierte dt. Ausgabe. Springer, Berlin 1887; uqac.ca (französisch)
- International Law. 1890 (Textarchiv – Internet Archive)
- Ancient Law: Its Connection With the Early History of Society, and Its Relation to Modern Ideas. John Murray, London (1861) Wikisource
- Lectures on the Early History of Institutions. John Murray, London 1875
- The Effects of Observation of India on Modern European Thought. The Rede Lecture Delivered Before the University of Cambridge on May 22, 1875. (PDF; 2,97 MB) John Murray, London 1875
- Henry Sumner Maine: International Law. A Series of Lectures delivered before the University of Cambridge 1887. John Murray, London 1915